# Norm Swanson
Norman P. "Norm" Swanson (Chicago, Illinois, 4 de octubre de 1930-Indian Shores, Florida, 24 de noviembre de 2016) fue un jugador de baloncesto estadounidense que jugó una temporada en la NBA. Con 1,98 metros de estatura, lo hacía en la posición de alero.

## Trayectoria deportiva

### Universidad
Jugó durante cuatro temporadas con los Titans de la Universidad de Detroit, en las que promedió 17,2 puntos por partido. Lideró a su equipo en anotación a lo largo de las tres últimas temporadas, y hoy en día figura como séptimo máximo anotador de la historia de los Titans con 1.494 puntos. En 1952 fue incluido en el mejor quinteto de la Missouri Valley Conference, mientras que en 1950 y 1953 lo hacía en el segundo.
Se instauró en su honor el Norm Swanson Top Newcomer Award, que premia al mejor jugador de primer año de la Universidad de Detroit.

### Profesional
Fue elegido en la decimocuarta posición del Draft de la NBA de 1953 por Rochester Royals, donde jugó durante una temporada, siendo el jugador menos utilizado del equipo, jugando menos de 10 minutos por partido, promediando 1,6 puntos y 1,7 rebotes por partido.

## Estadísticas de su carrera en la NBA

### Temporada regular
| Temporada | Edad | Equipo           | Liga | P  | TIT | MIN | TC  | TCA | %TC  | 3P | 3PA | %3P | TL  | TLA | %TL  | R.OF. | R.DEF. | REB | ASIS | ROB | TAP | PER | FP  | PTS |
| 1953-54   | 23   | Rochester Royals | NBA  | 63 |     | 9.7 | 0.5 | 2.2 | .226 |    |     |     | 0.6 | 1.0 | .594 |       |        | 1.7 | 0.5  |     |     |     | 1.4 | 1.6 |
| Total     |      |                  | NBA  | 63 |     | 9.7 | 0.5 | 2.2 | .226 |    |     |     | 0.6 | 1.0 | .594 |       |        | 1.7 | 0.5  |     |     |     | 1.4 | 1.6 |

### Playoffs
| Temporada | Edad | Equipo           | Liga | P | MIN | TCA | TC | 3PA | 3P | TLA | TL | R.OF. | REB | ASIS | ROB | TAP | PER | FP | PTS | %TC  | %3P | %FT  | MIN | PTS | REB | AST |
| 1953-54   | 23   | Rochester Royals | NBA  | 6 | 23  | 3   | 7  |     |    | 2   | 3  |       | 5   | 0    |     |     |     | 5  | 8   | .429 |     | .667 | 3.8 | 1.3 | 0.8 | 0.0 |
| Total     |      |                  | NBA  | 6 | 23  | 3   | 7  |     |    | 2   | 3  |       | 5   | 0    |     |     |     | 5  | 8   | .429 |     | .667 | 3.8 | 1.3 | 0.8 | 0.0 |